# Flávia Saraiva
Flávia Lopes Saraiva (Rio de Janeiro, 30 settembre 1999) è una ginnasta brasiliana, membro della squadra brasiliana vincitrice della prima medaglia in una finale mondiale a squadre, nel 2023, e della prima medaglia olimpica a squadre, nel 2024.

## Carriera junior
La Saraiva debutta in campo internazionale nel 2013, classificandosi decima nel concorso individuale dello Houston National Invitational. In dicembre dello stesso anno compete alla Gymnasiade nel suo paese, vincendo l'oro al corpo libero e alla trave, l'argento con la squadra e nel concorso individuale. Si piazza inoltre sesta alle parallele.

### 2014: WOGA Classic; Pan American Championships; Giochi Olimpici Giovanili
Nel febbraio 2014 compete agli WOGA Classic, vincendo l'oro alla trave e l'argento con la squadra brasiliana. Si classifica inoltre quinta nel concorso individuale.
In marzo compete ai Giochi panamericani giovanili, vincendo l'oro nel concorso individuale e al corpo libero, l'argento con la squadra e il bronzo a trave e parallele.
Nel mese di agosto, diventa campionessa nazionale junior, vincendo anche il bronzo alla trave.
Partecipa poi ai Giochi olimpici Giovanili di Nanchino (Cina) dove vince la medaglia d'argento nel concorso individuale dietro alla russa Seda Tutkhalyan e alla trave dietro alla cinese Wang Yan.

## Carriera senior

### 2015: Coppa del Mondo di San Paolo e Giochi panamericani
Saraiva debutta in categoria senior a livello internazionale nel mese di Maggio alla quarta tappa di World Challenge Cup del circuito di Coppa del Mondo, a San Paolo, dedicata alle singole specialità. Vince la medaglia d'oro al corpo libero e la medaglia d'argento alla trave, e si classifica ottava alle parallele. Alla fine del mese, vince l'oro nel concorso individuale e il bronzo con la squadra al Flanders International Team Challenge a Ghent, in Belgio.
Nel mese di luglio compete ai XVII Giochi panamericani di Toronto, vincendo il bronzo con la squadra e nel concorso individuale.

### 2016
Saraiva ha rappresentato il Brasile alle Olimpiadi di Rio, aiutando la squadra a qualificarsi per la finale col quinto punteggio, oltre a qualificarsi individualmente per la finale all-around (venendo poi sostituita da Jade Barbosa) e per quella alla trave. Nella finale a squadre il Brasile conclude all'ottavo posto, mentre nella finale a trave termina al quinto posto.

### 2017
Gareggia al Trofeo Città di Jesolo, dove il Brasile vince l'argento a squadre. Individualmente vince l'oro al corpo libero e l'argento alla trave. 
In agosto subisce una lesione spinale che le impedisce di proseguire la stagione. 

### 2018
Ad aprile gareggia al Trofeo Città di Jesolo, dove il Brasile vince nuovamente l'argento.  Individualmente vince l'argento al corpo libero.
Ad agosto prende parte ai Campionati Panamericani, dove vince tre argenti (squadra, trave e corpo libero) e il bronzo nell'all-around.
Viene inclusa nella squadra per i Campionati del Mondo di Doha, dove si qualifica per tre finali (squadre, all-around e corpo libero). Nella finale a squadre il Brasile termina al settimo posto, Saraiva termina all'ottavo nell'all-around e al quinto al corpo libero.

### 2019
A luglio partecipa ai Giochi Panamericani: il Brasile vince il bronzo a squadre, mentre Saraiva vince il bronzo nell'all-around e al corpo libero.
A ottobre partecipa ai Mondiali di Stoccarda. Il Brasile termina al quattordicesimo posto le qualifiche, non riuscendo quindi a qualificarsi per le Olimpiadi di Tokyo 2020. Individualmente si qualifica per la finale all-around, trave e corpo libero. Termina l'all-around al settimo posto. Durante la finale alla trave cade e conclude al sesto posto, mentre termina quarta al corpo libero.

### 2021
Il 25 luglio gareggia nelle Qualificazioni, tramite le quali accede alla finale alla trave con l'ottavo punteggio. Durante l'esercizio al corpo libero avverte un dolore e decide di interromperlo, non completando le qualifiche e non accedendo quindi alla finale all around.
Il 3 agosto partecipa alla finale alla trave: durante l'esercizio si sbilancia dal salto teso e afferra la trave con le mani, concludendo la gara in settima posizione.